# Céou
Céou é um rio localizado na França.